# Präses
Präses (lateinisch, eigentlich „vor etwas sitzend“; Mehrzahl Präsides, Präsiden) ist ein Titel für die oder den Vorsitzende(n) eines Gremiums. Er kann gleichermaßen für eine weibliche und eine männliche Person gebraucht werden. In Deutschland ist der Titel vor allem im Rahmen kirchlicher Gremien sowie im Senat der Freien und Hansestadt Hamburg in Gebrauch.

## Evangelische Kirchen

### Evangelische Kirche in Deutschland (EKD)
Der oder die Vorsitzende der Synode der EKD trägt den Titel „Präses“. Seit dem 7. Mai 2021 hat Anna-Nicole Heinrich dieses Amt inne.

### Landeskirchen
Zwei evangelische Landeskirchen, die Evangelische Kirche im Rheinland und die Evangelische Kirche von Westfalen, bezeichnen den leitenden Geistlichen als Präses; in anderen Landeskirchen entspricht die Funktion dem Landesbischof, dem Kirchenpräsidenten oder dem Landessuperintendenten. Er oder sie ist Vorsitzende(r) der Landessynode, und die anderen Funktionen (Vorsitzende(r) der Kirchenleitung und des Landeskirchenamts sowie Repräsentation der Kirche nach außen) sind von diesem Amt abgeleitet. In den meisten Landeskirchen sowie auf EKD-Ebene sind die Funktionen jedoch getrennt, und so wird mit Präses der oder die Vorsitzende der Synode bezeichnet.
In einigen presbyterial verfassten Gemeinden wird der leitende Ausschuss des Presbyteriums auch Präsesrunde genannt.

### Freikirchen
In einigen Freikirchen ist Präses der Titel des geistlichen Leiters des Gemeindebundes, der zugleich dem Bundesvorstand angehört, so im Bund Freier evangelischer Gemeinden in Deutschland, im Bund Freikirchlicher Pfingstgemeinden, in der Evangelischen Gesellschaft für Deutschland, im Mülheimer Verband Freikirchlich-Evangelischer Gemeinden oder in der Gemeinde Gottes Deutschland.

### Evangelische Allianz
In der Evangelischen Allianz, Netzwerk von Christen aus evangelischen Landes-, Freikirchen und Werken, trägt der Vorsitzende der Regional-Allianz Niederrhein-Ruhr-Südems den Titel Präses. Derzeit ist dies Michael Voss.

### Norwegische Kirche
Die Bischofskonferenz der Norwegischen Kirche hat seit 2011 einen festen Vorsitzenden. Erste Präses (norw. preses) wurde Bischöfin Helga Haugland Byfuglien.

### Lutherische Kirche in den USA
In der Lutherischen Kirche Missouri-Synode heißt der leitende Geistliche Präses. Die einzelnen Diözesen werden von einem Bezirkspräses geleitet. Dieses Amt kann ausschließlich von Männern wahrgenommen werden, da die Missouri-Synode keine Frauen ordiniert.

## Römisch-katholische Kirche
In den katholischen Laienverbänden (z. B. Jungwacht Blauring, Katholische Landjugendbewegung, Kolpingwerk, Katholische Arbeitnehmer-Bewegung, Katholische Frauengemeinschaft Deutschlands, Marianische Kongregationen) bezeichnet Präses das Amt des geistlichen Begleiters. In der Regel ist der Präses Teil des jeweiligen Verbandsvorstandes. Der Präses auf Diözesanebene wird entsprechend Diözesanpräses, der Präses der Bundes- oder internationalen Ebene manchmal Generalpräses genannt. In den katholischen Pfadfinderverbänden heißt der Präses teilweise auch Kurat.
In einigen Benediktinerkongregationen wird der Vorsitzende Abtpräses genannt. Im Franziskanerorden wurde als Präses der Obere einer kleineren Niederlassung (Residenz oder Hospiz) bezeichnet, größere Kommunitäten werden von einem Guardian geleitet.

## Staatliche Verwaltung

### Königreich Preußen
An der Spitze der preußischen General-Ordens-Kommission, die König Friedrich Wilhelm III. 1810 eingerichtet hatte und welche bis 1920 tätig war, stand ein Präses. Die Kommission, der neben dem Präses weitere Mitglieder angehörten, war mit den Angelegenheiten preußischer Orden und Ehrenzeichen befasst. Ausgewählt wurde der Präses unter hochrangigen Generälen der preußischen Armee (Anrede: Exzellenz). Die Kommission hatte ab 1873 ihren Sitz im Berliner Schadowhaus.

### Hamburg
In Hamburg tragen die Senatoren, also die Mitglieder des Senats der Freien und Hansestadt Hamburg (Landesregierung), zugleich den Titel Präses mit dem Zusatz der jeweiligen Behörde, der sie vorsitzen. So lautet die Anschrift eines „Justizsenators“ beispielsweise Präses der Behörde für Justiz der Freien und Hansestadt Hamburg, Herrn Senator (Vor- und Nachname); die direkte Anrede lautet jedoch lediglich Herr Senator.

### Polen
In Polen lautet gemäß dem Art. 147ff der Verfassung die offizielle Bezeichnung des Ministerpräsidenten Prezes Rady Ministrów (Präses des Ministerrates). Sie wird in dieser Form im amtlichen Sprachgebrauch, insbesondere im Parlament sowie bei offiziellen Anlässen angewandt, viel seltener jedoch in den Medien und kaum in der Alltagssprache. Die direkte Anrede lautet allerdings immer öfter einfach panie premierze (Herr Premier(-Minister)). Die Bezeichnung Prezes Rady Ministrów wurde mit dem Inkrafttreten der Märzverfassung Ende 1922 eingeführt. Davor lautete die Bezeichnung des leitenden Ministers Prezydent Ministrów (wörtlich: Ministerpräsident) und die Anrede panie Prezydencie (Herr Präsident). Sie wurde wohl auf Prezes geändert, um Verwechslungen mit dem in der Märzverfassung eingeführten Amt des (Staats-)Präsidenten auszuschließen.
Im Übrigen ist prezes/prezes zarządu die in Polen in der Wirtschaft übliche Bezeichnung des Vorstandsvorsitzenden, Geschäftsführers oder Generaldirektors. Es kann auch der Vorsitzende einer Partei (prezes partii), eines Verbandes (prezes stowarzyszenia), einer Organisation (prezes organizacji) oder einer Stiftung (prezes fundacji) sein.

## Handelskammer und Kaufmannschaft zu Lübeck
Auch die Handelskammern Hamburg, Bremen und die Industrie- und Handelskammer zu Lübeck sowie die Kaufmannschaft zu Lübeck werden von einem Präses geführt.

## Standesorganisationen
Den Begriff Präses verwendet auch die Advokatenkammer Basel-Stadt für ihren Vorsitzenden oder ihre Vorsitzende. Der oder die Präses wird für die Dauer von drei Jahren gewählt.

## Römisches Reich
Nach den Diokletianischen Reformen 293 n. Chr. unterstanden den 4 Präfekturen unter Präfekten mit 14 Diözesen unter Vikaren 117 Provinzen unter je einem Präses. Demnach bezeichnete Präses das Amt des zivilen Statthalters in einer spätrömischen Provinz.